# Plebejus insulanus
Plebejus insulanus är en fjärilsart som beskrevs av Blackmore 1920. Plebejus insulanus ingår i släktet Plebejus och familjen juvelvingar. Inga underarter finns listade i Catalogue of Life.